# Oza (antiguo municipio)

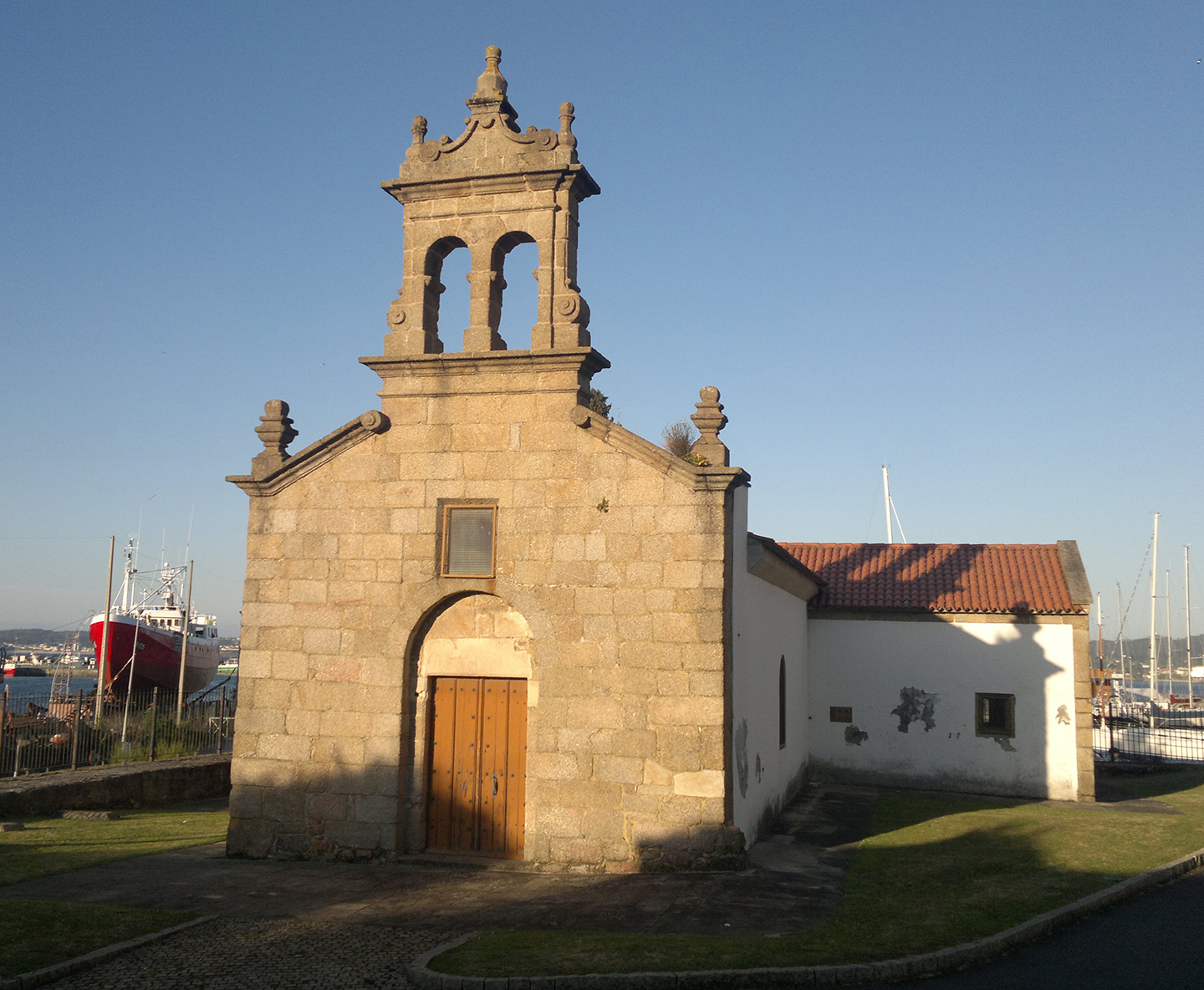
Capilla de Santa María de Oza

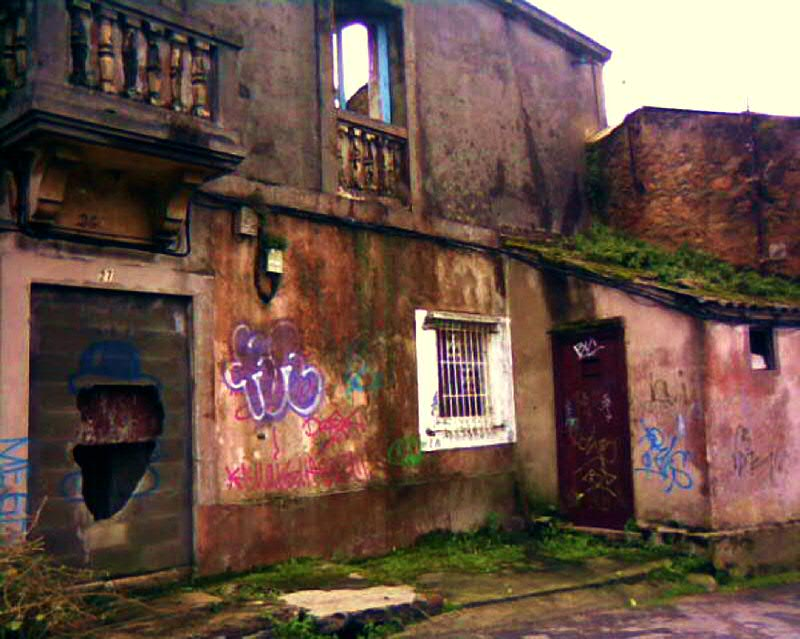
Antiguo Ayuntamiento de Oza.

Oza era un antiguo municipio español, en la provincia de La Coruña, anexionado al de capital provincial a principios del siglo XX, concretamente en 1912. Todavía hoy se pueden ver vestigios del antiguo pueblo, hoy barrio, aunque más que nada ya solo son ruinas rodeadas de nuevas construcciones y accesos; entre estos vestigios destaca, en la calle Montes, junto al parque de Oza (inaugurado el año 2010), la antigua casa consistorial. 
El municipio de Oza (Santa María) comprendía desde el actual barrio de Los Castros hasta el actual barrio de Labañou, incluyendo en su término las parroquias de Oza (Santa María), Elviña, Viñas (San Cristóbal) y Visma (San Pedro). El término municipal de La Coruña pasa de una extensión de 7,85 km² a 36,84 km². Hasta los años 60 eran zonas rurales y aún se conservan sus iglesias y cementerios parroquiales. La parroquia de Oza conserva, entre otras cosas, el cementerio parroquial (1895), la antigua capilla de Santa María de Oza (construida en el siglo XII y restaurada en el siglo XVI), la iglesia de Santa María de Oza (siglo XIX) y la legendaria taberna "Os Beles".

## Demografía
| Gráfica de evolución demográfica de Oza (Pdo. de la Coruña) entre 1842 y 1910 |
| |
| Entre el censo de 1920 y el anterior, este municipio desaparece porque se integra en el municipio 15030 (La Coruña) Población de derecho según los censos de población del INE. Población de hecho según los censos de población del INE. Población según el padrón municipal del INE. |

## Cultura
Cuenta una leyenda que un lluvioso día de 1857 llegó la reina Isabel II a colocar la primera piedra de la estación del ferrocarril de La Coruña que iba a estar situada en el municipio de Oza, pero el día era tan malo que el vástago de la reina, el futuro rey Alfonso XII, no paraba de llorar cuando un hombre calzado con zuecos y vestido al estilo gallego del siglo XIX tomo al niño en brazos e inmediatamente este se calmó quedando todos con gran asombro. Dicho hombre era el alcalde de Oza, de ahí un antiguo dicho de la zona de que el alcalde de Oza hizo callar al rey.